# 聖加布里埃爾 (南里奧格蘭德州)
30°20′9″S 54°19′12″W / 30.33583°S 54.32000°W

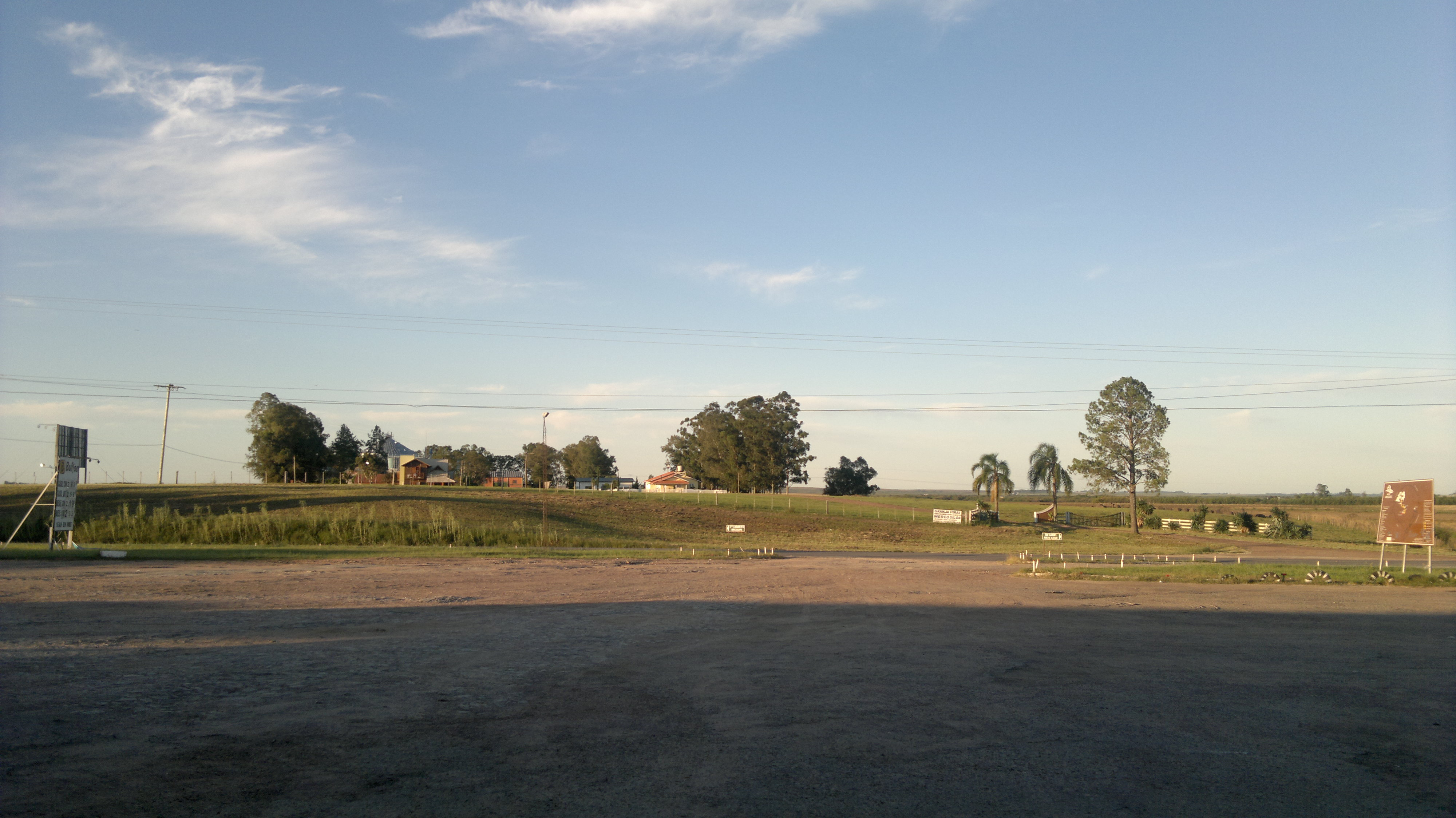
聖加布里埃爾

聖加布里埃爾（葡萄牙語：São Gabriel），或譯作聖加百列，是巴西的城鎮，位於該國南部，由南里奧格蘭德州負責管轄，始建於1846年，面積5,020平方公里，海拔高度114米，2010年人口60,425，人口密度每平方公里12.04人。